# 장하다 지팡구!
《장하다 지팡구!》(일본어: 天晴じぱんぐ!)는 와타세 유우가 지은 소녀 만화 작품이다. 〈소녀 코믹 증간〉(소학관)에 게재되었다. 전 3권으로, 신장판도 발간되었다.

## 등장인물
유스라 (桜桃)
사몬 (沙門)
미네키치 (峰吉)
카제노스케